# 歸德戰鬥
歸德戰鬥發生於1938年5月21－30日，地點則是在中國豫東一帶。是抗日戰爭主要戰鬥之一，交戰一方為守軍之國民革命軍，另一方則為日軍。